# Socialisme in de Verenigde Staten
Het socialisme in de Verenigde Staten begon in de 19e eeuw en kende verschillende strekkingen, zoals utopisch-socialisme, sociaaldemocratie, democratische-socialisme, communisme, maoïsme, trotskisme en anarchisme. In tegenstelling tot in andere geïndustrialiseerde landen staat het socialisme historisch zwak in de Verenigde Staten.

## Geschiedenis

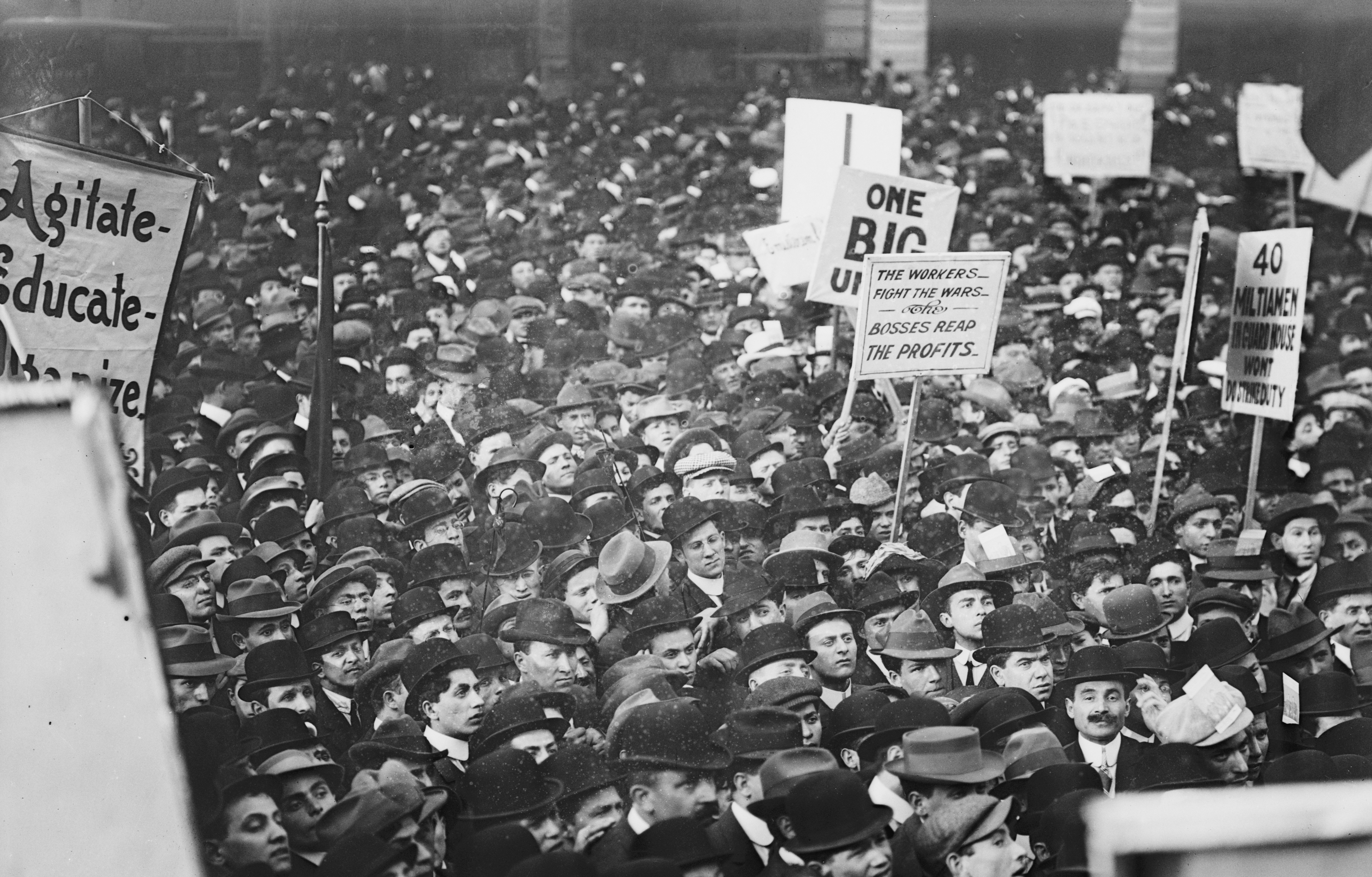
Socialistische demonstranten in New York op 1 mei 1912

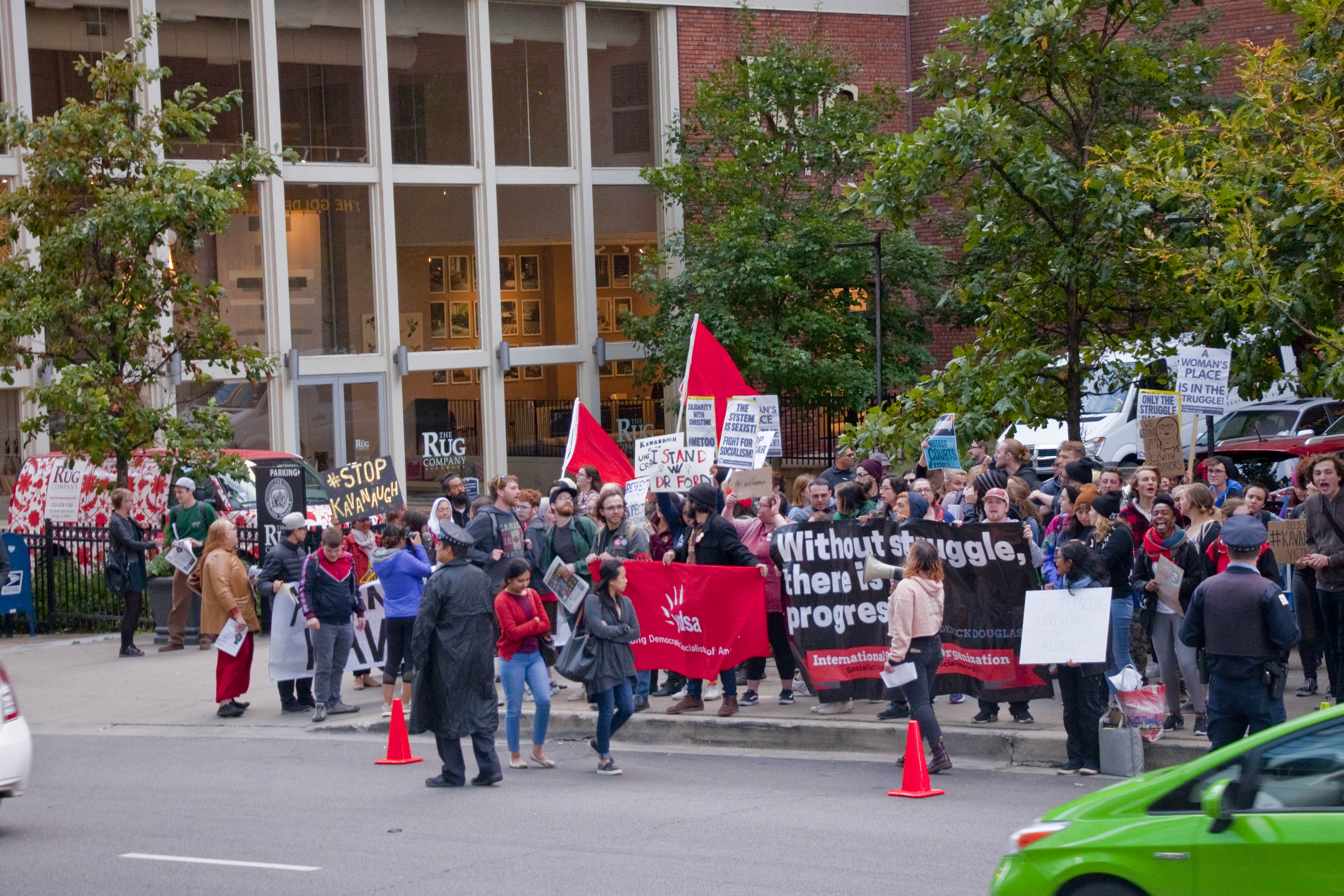
Oktober 2018: socialisten van verschillende strekkingen protesteren in Chicago tegen Brett Kavanaughs aanstelling als hoogrechter

Begin 19e eeuw werden er in de Verenigde Staten utopisch-socialistische gemeenschappen opgericht. De Socialist Labor Party werd in 1877 opgericht door syndicalisten, vaak Europese immigranten. Socialisten waren nauw betrokken bij de opkomst van vakbonden.
In 1901 ontstond de Socialist Party of America. Onder hun leider Eugene Debs verzette de partij zich tegen deelname aan de Eerste Wereldoorlog, wat leidde tot de eerste Red Scare, een periode van onderdrukking. Debs nam meermaals deel aan presidentsverkiezingen en haalde in 1912 en 1920 respectievelijk 6% en 3,4% van de stemmen. Debs werd opgesloten vanwege zijn verzet tegen de dienstplicht en de partij ging achteruit in de jaren 1920, waarna de Communist Party USA de grootste linkse organisatie werd.
Uit angst voor communistische inmenging in de Verenigde Staten, werd in de jaren 50 opnieuw een repressief beleid gevoerd: het mccarthyisme. In de jaren 1960 waren socialisten betrokken in de burgerrechtenbeweging en kwam aan de universiteiten een Nieuw Links op. De Socialist Party spatte begin jaren 70 uit elkaar in de sociaaldemocratische Social Democrats, USA en het democratisch-socialistische Democratic Socialist Organizing Committee (DSOC) van Michael Harrington. Uit de fusie van die laatste beweging met de New American Movement vloeide de Democratic Socialists of America (DSA) voort, die zich inzette voor linkse Democratische presidentskandidaten in 1984 en 1988.
Na decennia van afwezigheid in het publieke leven maakt het Amerikaans socialisme sinds de financiële crisis van 2007 een heropleving mee. Het populaire radicaal-linkse tijdschrift Jacobin werd opgericht in 2010. In 2011 ontstond de losse protestbeweging Occupy, gevolgd in 2013 door Black Lives Matter. Ook in 2013 werd Kshama Sawant van het trotskistische Socialist Alternative verkozen als gemeenteraadslid van Seattle. Bernie Sanders, onafhankelijk senator voor Vermont en zelfverklaard democratisch-socialist, won in de Democratische presidentiële voorverkiezingen van 2016 46% van de delegates en geldt sindsdien als een van de meest populaire politici van het land. In 2018 raakten verschillende socialistische kandidaten verkozen in de tussentijdse verkiezingen, waaronder Alexandria Ocasio-Cortez. Bij de voorverkiezingen van 2020 was Sanders een tijdlang de koploper tot centrumkandidaat Joe Biden de leiding nam. Bij de verkiezingen van 2020, 2021 en 2022 groeide het aantal socialisten in het Congres en in de deelstaatparlementen verder.

## Partijen en organisaties
Deze socialistische organisaties zijn anno 2025 nationaal actief:
- American Party of Labor
- Communist Party USA (CPUSA)
- Democratic Socialists of America (DSA)
- Freedom Road Socialist Organization (FRSO)
- Freedom Socialist Party (FSP)
- Green Party
- Liberation Road
- Party for Socialism and Liberation (PSL)
- Progressive Labor Party (PLP)
- Revolutionary Communist Party, USA (RCP)
- Socialist Action
- Socialist Alternative (SA, SAlt)
- Socialist Equality Party (SEP)
- Socialist Party USA (SPUSA)
- Socialist Workers Party (SWP)
- Solidarity
- Workers World Party (WWP)

## Personen

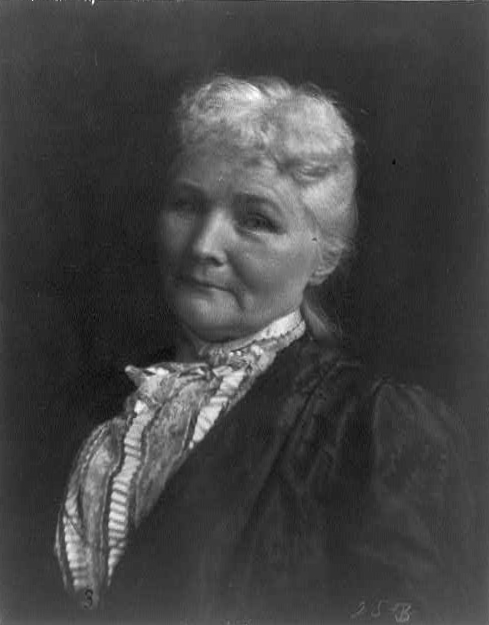
Mother Jones

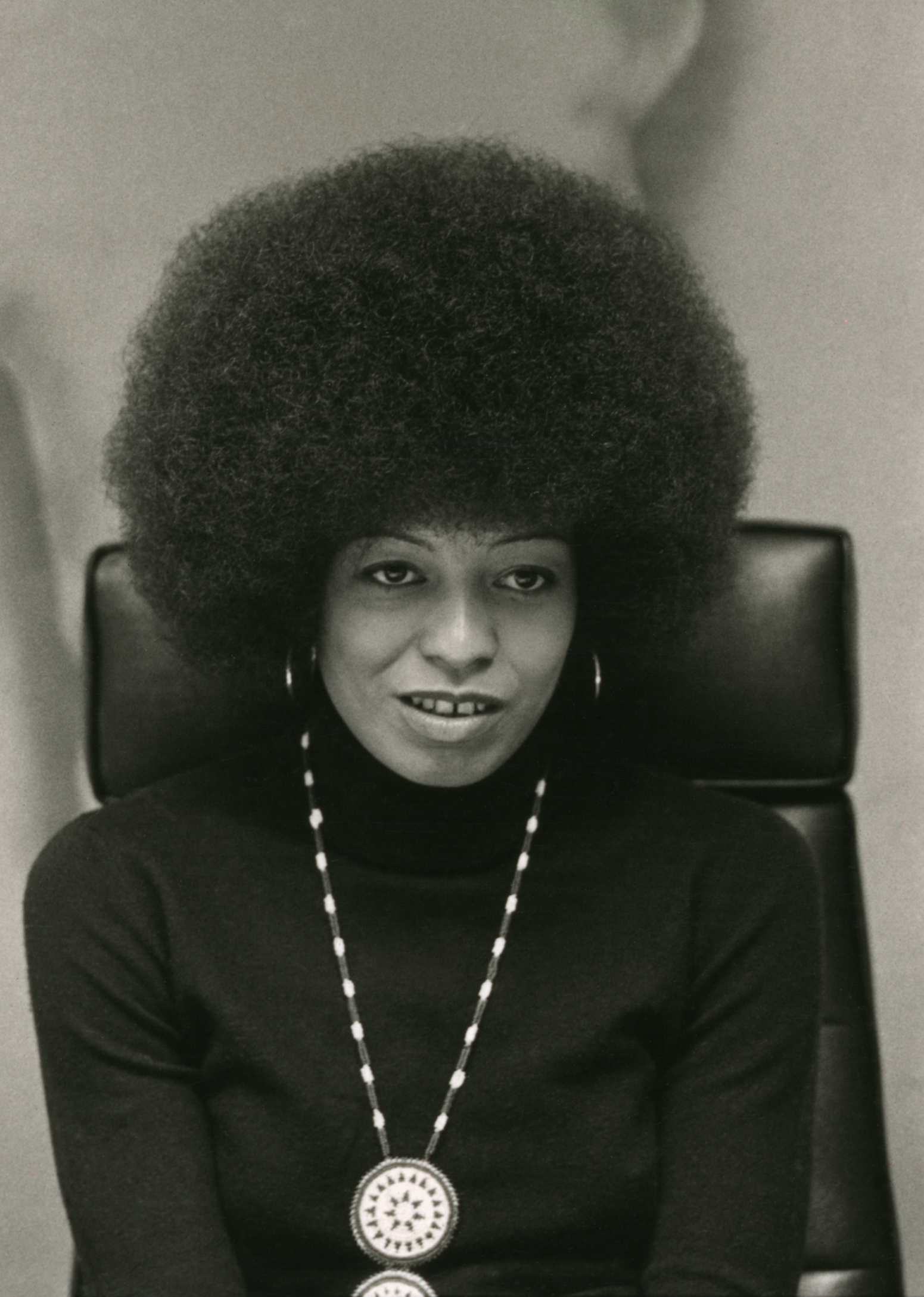
Angela Davis

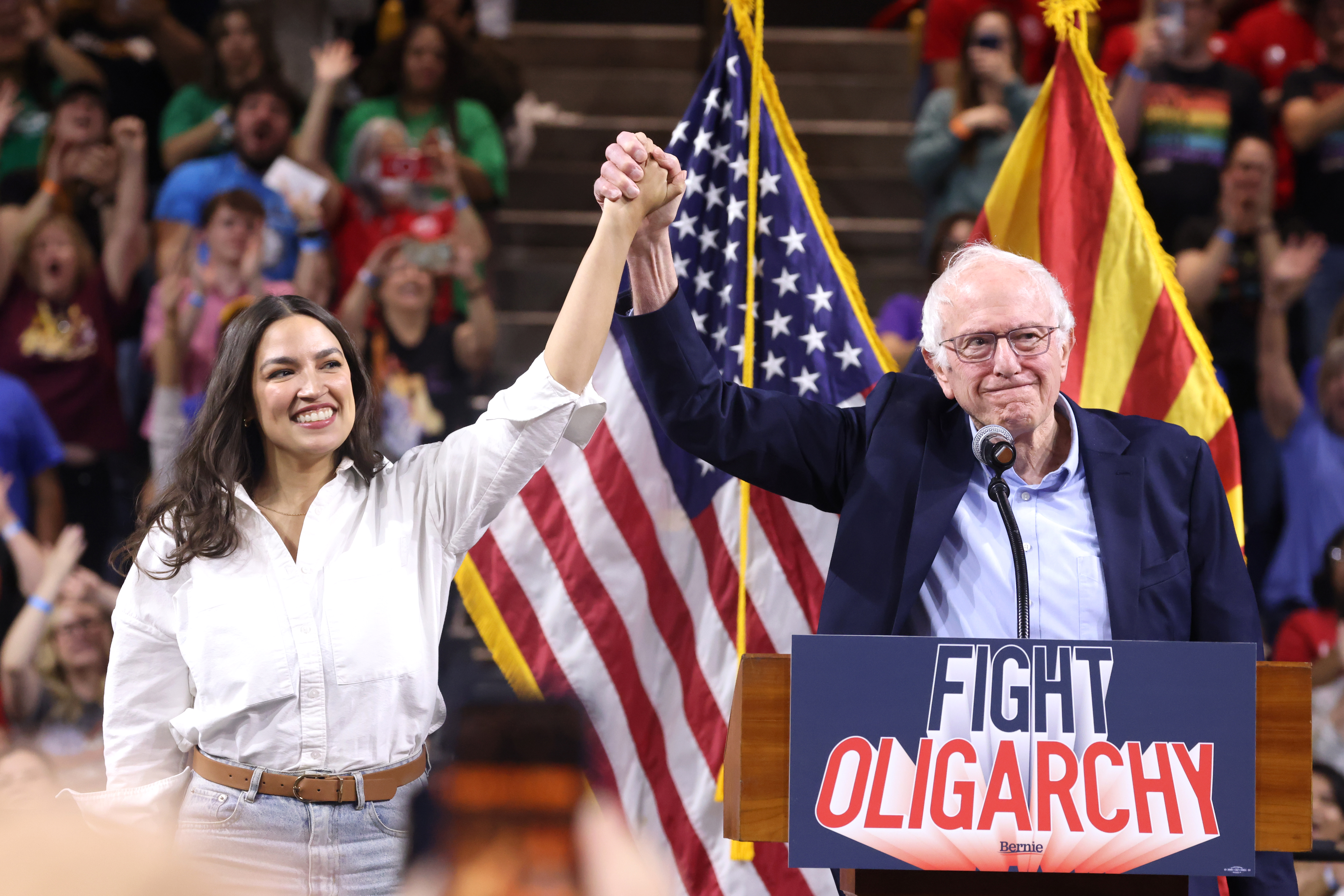
Alexandria Ocasio-Cortez en Bernie Sanders

- Victor L. Berger, partijleider en volksvertegenwoordiger
- Stokely Carmichael, burgerrechtenactivist
- Noam Chomsky, taalkundige en activist
- Angela Davis, intellectueel en activist
- Eugene Debs, vakbondsleider, partijleider en presidentskandidaat
- Daniel De Leon, redacteur, vakbondsleider en politicus
- Barbara Ehrenreich, journalist
- Elizabeth Gurley Flynn, vakbondsleider en activist
- Horace Greeley, krantenuitgever en Republikeinse politicus
- Helen Keller, schrijver en taalkundige
- Mary Harris Jones, vakbondsleider
- Fiorello La Guardia, Republikeins volksvertegenwoordiger en burgemeester van New York
- Clara Lemlich, vakbondsleider en activist
- Alexandria Ocasio-Cortez, Democratisch volksvertegenwoordiger
- A. Philip Randolph, vakbondsleider en burgerrechtenactivist
- Julius en Ethel Rosenberg, koppel dat werd veroordeeld voor spionage
- Bernie Sanders, onafhankelijk senator en presidentskandidaat
- Kshama Sawant, politicus
- Upton Sinclair, schrijver
- Bhaskar Sunkara, journalist en uitgever
- Norman Thomas, partijleider en presidentskandidaat
- Rashida Tlaib, Democratisch volksvertegenwoordiger
- Cornel West, intellectueel